# Robert Clark (entrepreneur)
Pour les articles homonymes, voir Robert Clark.
Sir Robert Anthony "Bob" Clark (6 janvier 1924 - 3 janvier 2013) était un officier de marine décoré de la Distinguished Service Cross et homme d'affaires britannique. Il a fréquenté le King's College de Cambridge, avant de s'engager à 18 ans dans la Royal Naval Volunteer Reserve pendant la Seconde Guerre mondiale. Daltonien, il a été relégué à des postes non maritimes qu'il a trouvé peu attrayants et s'est porté volontaire en tant que chargé des opérations spéciales et a servi activement en Italie dans des missions sous-marines, puis en tant qu'officier de liaison avec des partisans dans les montagnes du Piémont. Il sera capturé par les allemands et recevra ensuite la Distinguished Service Cross pour sa bravoure.
Après la guerre, une rencontre fortuite le conduit à un poste au sein du cabinet d'avocats Slaughter & May, où il est nommé associé. Il changera de carrière pour devenir banquier d'affaire chez Hill Samuel, où il deviendra expert en fusions et acquisitions d'entreprises et agira en tant que président ou directeur de nombreuses entreprises tout en siégeant à de nombreux organes et comités gouvernementaux. Il rencontre Robert Maxwell en 1969 lorsque celui-ci tente de surenchérir sur Rupert Murdoch pour le rachat des News of the World, créant ainsi une relation durable. Lors du rachat par Trustee Savings Bank (en), il dirigeait le cabinet Hill Samuel, avant que Maxwell ne le recrute en tant que directeur non exécutif de son groupe de sociétés de médias Mirror.
Clark a été impliqué dans le scandale du Mirror Group qui s'est déroulé après la mort de Maxwell en 1991. Il a prétendu ignorer la fraude de 492 millions de livres sterling de Maxwell aux dépens de l'entreprise et de son régime de retraite, et a fait face à un vote de défiance des actionnaires. Il a cependant réussi à se maintenir pour être nommé président du groupe, et le reconstruire, après le scandale.

## Jeunesse
Bob Clark est né le 6 janvier 1924 à Finchley, à Londres, de Gladys et Jack Clark qui était ingénieur en mécanique et qui débuta apprenti chez Sir Charles Parsons. Clark a fréquenté la Highgate School de Londres et fut évacué avec l'école vers Westward Ho! dans le Devon au début de la Seconde Guerre mondiale. Joueur de football passionné, il était capitaine de l'équipe de Highgate ainsi que préfet en chef de l'école,. Il ira au King's College de Cambridge pour étudier les langues modernes et là-bas, gagnera le titre honorifique Blue, en football, le premier du collège en 20 ans, en jouant contre leurs rivaux de l'Université d'Oxford.

## Carrière navale

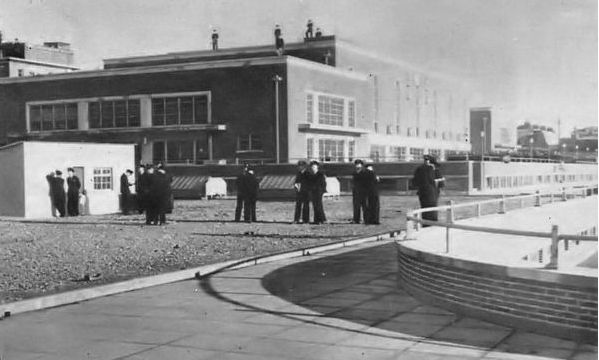
HMS King Alfred, où Clark s'est entrainé en tant qu'officier naval.

Il quitte Cambridge à 18 ans pour rejoindre la Royal Naval Volunteer Reserve en tant qu'officier. Lors de sa formation initiale au HMS Collingwood, près de Portsmouth, il découvre qu'il est daltonien et ne réussit l'examen médical qu'en persuadant l'homme assis derrière lui de lui chuchoter les réponses,. Il a servi à bord du HMS Fleetwood (en) lors d'opérations d'escorte de convoi dans l'Atlantique et en Méditerranée avant de servir sur le HMS King Alfred (en) à Hove. Son daltonisme est alors découvert et il sera interdit d'affectation en mer par la suite,.
Non combattant frustré, Clark s'est porté volontaire pour servir dans le Special Operations Executive (SOE), une unité de guerre irrégulière, en juin 1943, affirmant avoir eu une expérience naval avec de petits navires,. Il a suivi une formation de commando à Arisaig dans les Highlands écossais et une formation SOE supplémentaire à Helford (en) en Cornouailles,. À la suite de sa formation, il est envoyé en Algérie en septembre 1943, puis à Monopoli dans le sud-est de l'Italie en décembre. Il a été attaché à la Force spéciale no 1 du SOE et a entrepris des sabotages sous marins, des opérations de reconnaissance et le transport d'agents en canoë, sur les plages tenues par l'ennemi ,,. Son opérateur pour ces missions était Marjorie Lewis, sa future épouse, qui avait rejoint le First Aid Nursing Yeomanry (FANY), souvent utilisé comme couverture pour les femmes qui ont rejoint SOE en 1943,. Le 1er mars 1944, Clark, qui n'avait auparavant détenu que le grade intérimaire de sous-lieutenant, est confirmé dans un grade effectif, bien que temporaire.

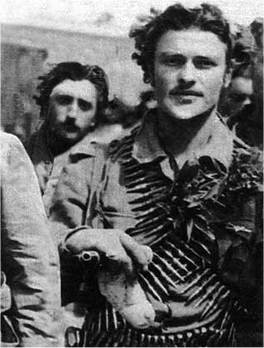
Partisan italien de la seconde guerre mondiale

Il se porta volontaire pour une formation en parachute avec le SOE et fut affecté par la suite à l'opération Clarion, désignant l'assistance britannique fournie aux partisans anti-allemands dans le nord de l'Italie. Il est parachuté dans le Piémont, au sud de Turin, en novembre 1944 avec un opérateur radio, le maître Edward Cauvain, afin d'y agir comme officier de liaison auprès des partisans. Au cours de son saut en parachute, il garda Falla, son ours en peluche d'enfance, dans son treillis pour plus de confort et de chance. Il atterrit cependant à 80 km hors de sa trajectoire, dans un arbre, se cassa deux côtes, et fut secouru par un partisan local de la 3e division, Sergio Curetti.
Il entreprit de former la résistance communiste aux méthodes de guerre mais il reçut pour instruction d'éviter de trop les armer par crainte de l'utilisation des armes après le conflit. Considérant les communistes comme le groupe le plus organisé et le mieux motivé de sa région, il les arma quand même. Il organisa un parachutage d'armes et d'explosifs et les mena dans plusieurs expéditions de sabotage ferroviaire. Clark a affirmé plus tard que « faire sauter des moteurs de chemin de fer était très amusant ». Pour son travail avec les partisans, il reçut la Distinguished Service Cross, la troisième plus haute distinction pour bravoure dans la Royal Navy. En décembre 1944, il fut trahi et capturé par une patrouille allemande alors qu'il tentait de se cacher dans une botte de foin avec quatre partisans,,.
Il évita l'exécution sommaire par les Allemands et resta détenu et fréquemment interrogé, dans plusieurs prisons italiennes d'où il sera ensuite transféré au camp de prisonniers de guerre Marlag und Milag Nord près de Brême. Marjorie Lewis ignorait que Clark était toujours vivant jusqu'à ce qu'il lui envoie un message non codé, à l'encontre des ordres permanents du SOE, disant « Bob envoie de l'amour à Marjorie ». À sa libération, Clark retourna à Londres et envoya un télégramme à celle-ci déclarant : « Arrivé à Londres depuis l'Allemagne. Rejoignez-moi. ». En se rencontrant, les deux se serrèrent la main et se marieront plus tard en 1949,,. Falla, l'ours en peluche de Clark, qu'il avait depuis l'âge de deux ans, l'a accompagné toute la période où il était prisonnier et est considéré comme le seul ours en peluche à avoir été parachuté derrière les lignes ennemies et à avoir survécu en tant que prisonnier de guerre. Clark servi ensuite dans le Théâtre du Pacifique et fut promu lieutenant le 1er mars 1946 avant d'être démobilisé plus tard cette année-là,.

## Après-guerre
Clark voulait déménager au Soudan après la guerre, mais il rencontra par hasard son ancien commandant de St James's, Hilary Scott qui lui offrit un poste de commis au cabinet d'avocats Slaughter & May (en),. Clark déclarera plus tard à propos de la réunion: « Je ne savais rien de la loi, mais j'ai accepté. Et la chance a fonctionné. » Il s'est avéré habile à organiser des fusions d'entreprises et, dans les six ans suivant son entrée dans l'entreprise, à 29 ans,, il fut nommé associé. Chez Slaughter & May, Clark a travaillé exclusivement pour les clients des banques d'affaires de l'entreprise et a été impliqué dans la prise de contrôle de Millspaugh par Hadfield. En 1957, il devient administrateur de la société de génie civil Marchwiel Holdings, mieux connu sous le nom d'Alfred McAlpine, et restera au conseil d'administration jusqu'en 1996.

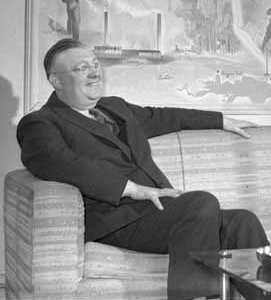
Lord Thompson, que Clark aida à acheter The Times

Grâce à son travail, Clark fît la connaissance des partenaires de la banque d'affaires Philip Hill, Higginson, Erlanders (plus tard connue sous le nom de Hill Samuel), l'une des deux plus grandes du pays,. Les trois hommes mesuraient tous plus de 1,93 m (6 pieds 4 pouces), était « affreusement intelligents » et cherchaient un quatrième partenaire. Clark, un homme de grande taille lui-même, correspondait à leurs critères apparents. Il accepta le quatrième partenariat à la banque et mit fin à son partenariat avec Slaughter & May le 30 septembre 1961,,. Chez Hill Samuel, il dirigea la direction des émissions et fusions et a conseillé certaines des plus grandes fusions d'entreprises de l'histoire britannique,. Clark a géré les rachats d'Associated Electrical Industries (en) et d'English Electric par General Electric Company plc sous Arnold Weinstock (en), ainsi que les expansions de Racal (en), Beecham Group (en) et Courtaulds (en), tout en s'efforçant de faire prospérer l'entreprise à l'étranger. En 1967, il assiste la famille Astor dans la vente du journal The Times à Lord Thomson of Fleet (en). Les parties étant dans l'impasse et le prix final contesté de 50 000 £, Clark a réussi à parvenir à un accord en jouant à pile où face, gagna et remporta aux Astors 50 000 £ supplémentaires. Clark garda la demi-couronne qu'il avait utilisée comme souvenir et l'a fît monter sur un support en argent. Il a aussi aidé à rédiger le City Takeover Code de 1968 qui demeure en vigueur et qui réglemente la manière dont les rachats sont effectués dans les entreprises britanniques. De 1969 à 1976, il préside la National Film Finance Corporation (en) et siège à un comité représentant les créanciers de Rolls-Royce pendant le processus de nationalisation. Clark a travaillé également avec Robert Maxwell pour sa tentative d'achat des News of the World en 1969, qui a été battu par son rival, Rupert Murdoch (que Clark a poursuivi pour diffamation au cours de l'offre). Les deux hommes sont devenus ami et Maxwell le fît banquier de sa British Printing Corporation.
Il présida aussi le Conseil consultatif du développement industriel du gouvernement de 1973 à 1980. Au début des années 1970 et à la suite de la décision du secrétaire d'État à l'Industrie Tony Benn d'ignorer les conseils du comité, et de trouver des programmes de coopératives de travailleurs dans les entreprises en difficulté Triumph Engineering et Fisher-Bendix, il se sentit frustré. Il décida de ne pas démissionner mais de rester et d'essayer de retenir Benn à l'avenir. Il ne lui en voulait pas et en 1974 lui a demandé de rejoindre le comité gouvernemental sur l'avenir des constructeurs automobiles en difficulté Austin et British Leyland. Il prit la présidence provisoire de Leyland en 1976, mais fini par rester plus d'un an. L'entreprise en proie à des grèves est nationalisée et il remet la présidence à Michael Edwardes. Il reste membre du conseil d'administration et, en 1986, entame des discussions avec General Motors dans le but d'obtenir une offre accrue pour Leyland Vehicles. Cette offre fût arrêtée plus tard à cause du tollé général suscité par l'inclusion du nom Land Rover.

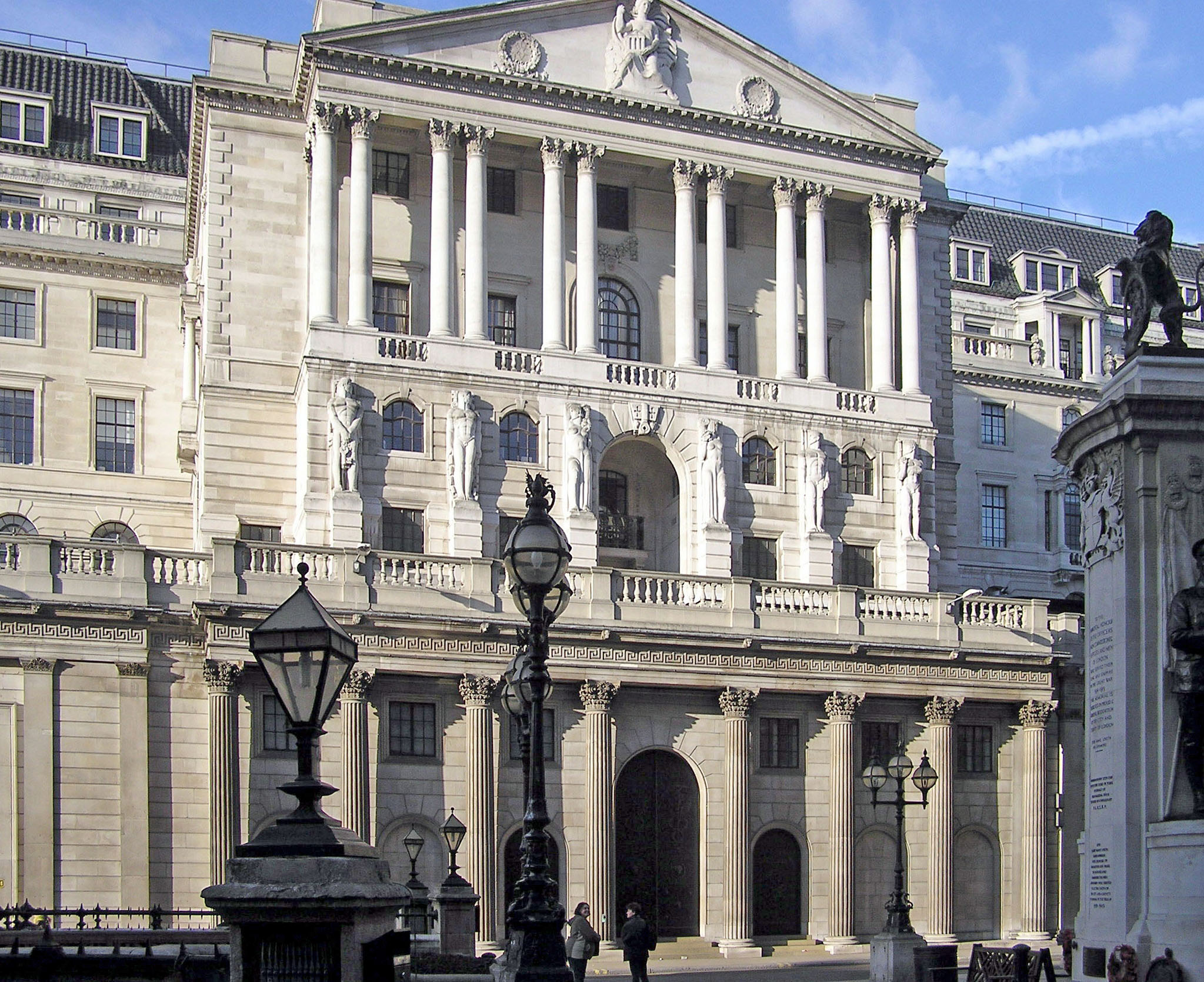
Bureau central de la Banque d'Angleterre

Clark devient président de Hill Samuel Bank en 1974 jusqu'en 1987. Il a été fait chevalier le 10 février 1976, recevant l'honneur de la reine au palais de Buckingham, et est devenu administrateur de la Banque d'Angleterre le 4 juin, après la mort de Sir John Norman Valette Duncan,. Il fut nommé administrateur quatre ans commençant le 1er mars 1977 et renommé le 1er mars 1981,.
Clark a été nommé directeur général de la holding Hill Samuel en 1976 et en a été président de 1980 à 1988. Il refusa la prise de contrôle par Merrill Lynch, mais après la déréglementation en 1986, il était convaincu que Hill Samuel n'était pas assez grand pour rivaliser. Face à prises de contrôle hostiles de Kerry Packer et FAI Insurance (en), il organise des pourparlers de rachat d'abord avec UBS, puis avec TSB (en). Ces derniers acquièrent Hill Samuel en 1988 et Clark devient administrateur en 1987 puis vice-président en 1989 pendant deux ans,. Il a siégé aux conseils d'administration de nombreuses autres sociétés, occupant des postes d'administrateur chez Eagle Star (en) (1976 à 1987) Royal Dutch Shell (1982 à 1994), Vodafone (1988 à 1998), IMI (1981 à 1989) et Marley (1985 à 1989) dont il devint plus tard le premier président non familial,. Il a aussi siégé au Review Body on Doctors' and Dentists' Remuneration (en) de 1979 à 1986 et a été administrateur de la Charing Cross and Westminster Medical School (en) de 1981 à 1995. En 1982, il reçoit un doctorat honorifique en sciences du Cranfield Institute of Technology et est nommé vice-président de la société pharmaceutique SmithKline Beecham en 1987 pour huit ans. Il a également été président de United Drapery Stores (en), où il était responsable du refus d'une offre publique d'achat de Heron Foods (en) avant d'en accepter une faite par Hanson plc. (en).

## Groupe Mirror
Maxwell a acheté le groupe Mirror en 1986 et l'a lancé en mai 1991, nommant Clark au conseil d'administration,. Il a affirmé que l'offre qu'il avait faite à Clark plairait même à un "paysan bulgare borgne". Celui-ci affirma qu'il avait essayé de faire en sorte que Maxwell suive les pratiques commerciales conventionnelles et restait convaincu que "jusqu'à assez près de la fin, il n'a jamais rien fait que je lui ai demandé de ne pas faire". Ce n'est qu'après la mort inhabituelle de Maxwell le 5 novembre 1991 que la mauvaise gestion financière du Mirror Group a été révélée. 29 paiements inhabituels de 230 millions de livres sterling du Mirror à d'autres sociétés de Maxwell en un an prouva une fraude qui a finalement coûté à l'entreprise et à son fonds de pension 492 millions de livres sterling. Clark affirma qu'il n'y avait eu aucune preuve permettant aux administrateurs d'agir contre Maxwell et déclara aux actionnaires lors d'une assemblée générale extraordinaire (AGE) qu' "aucun système de contrôle interne, aussi élaboré soit-il, ne peut arrêter la collusion frauduleuse d'un groupe d'individus détenant l'autorité et la confiance. Aucun d'entre nous, administrateurs, n'aurait accepté le poste si nous avions pensé que Maxwell était un escroc. Combien peuvent se lever et dire : "Nous avons dit qu'il était un escroc il y a un an" ?", La position de Clark a été contestée par le ministère du Commerce et de l'Industrie, qui a déterminé que les deux administrateurs non exécutifs, Clark et Alan Clements, auraient dû remettre en question les paiements. Lors de l'AGE, Clark a presque perdu sa nature polie habituelle lorsqu'il a été accusé d'être un " copain " de Maxwell par Rupert Allason et a dû déclarer un vote de censure irrecevable.
Les liquidateurs du Mirror lui ont demandé de rester pour nettoyer l'entreprise, en a été nommé président et Clements, vice-président. Clark a fait appel à David Montgomery en tant que directeur général et Lord Hollick en tant qu'administrateur pour reconstruire l'entreprise. Ce dernier se brouillera avec Clark et partira au bout de 5 mois. Il a déclaré: "Il a pris la politesse pour de la faiblesse. C'est toujours une grosse erreur."
Clark a finalement stabilisé l'entreprise et est parti en tant que président en 1998,. Il a co-fondé la banque d'investissement RP&C International (Rauscher Pierce & Clark) en 1993 et en est resté administrateur jusqu'à sa mort. Il a levé assez de fonds pour une participation de 25% et s'est associé à une banque texane pour fournir le reste. Il a également été vice-président de Fenchurch (en) de 1992 à 1995, est resté membre de son conseil d'administration jusqu'en 1998 et a présidé le courtier d'assurance Lownes Lambertin, qui faisait auparavant partie de Hill Samuel, en 1995.

## Vie personnelle

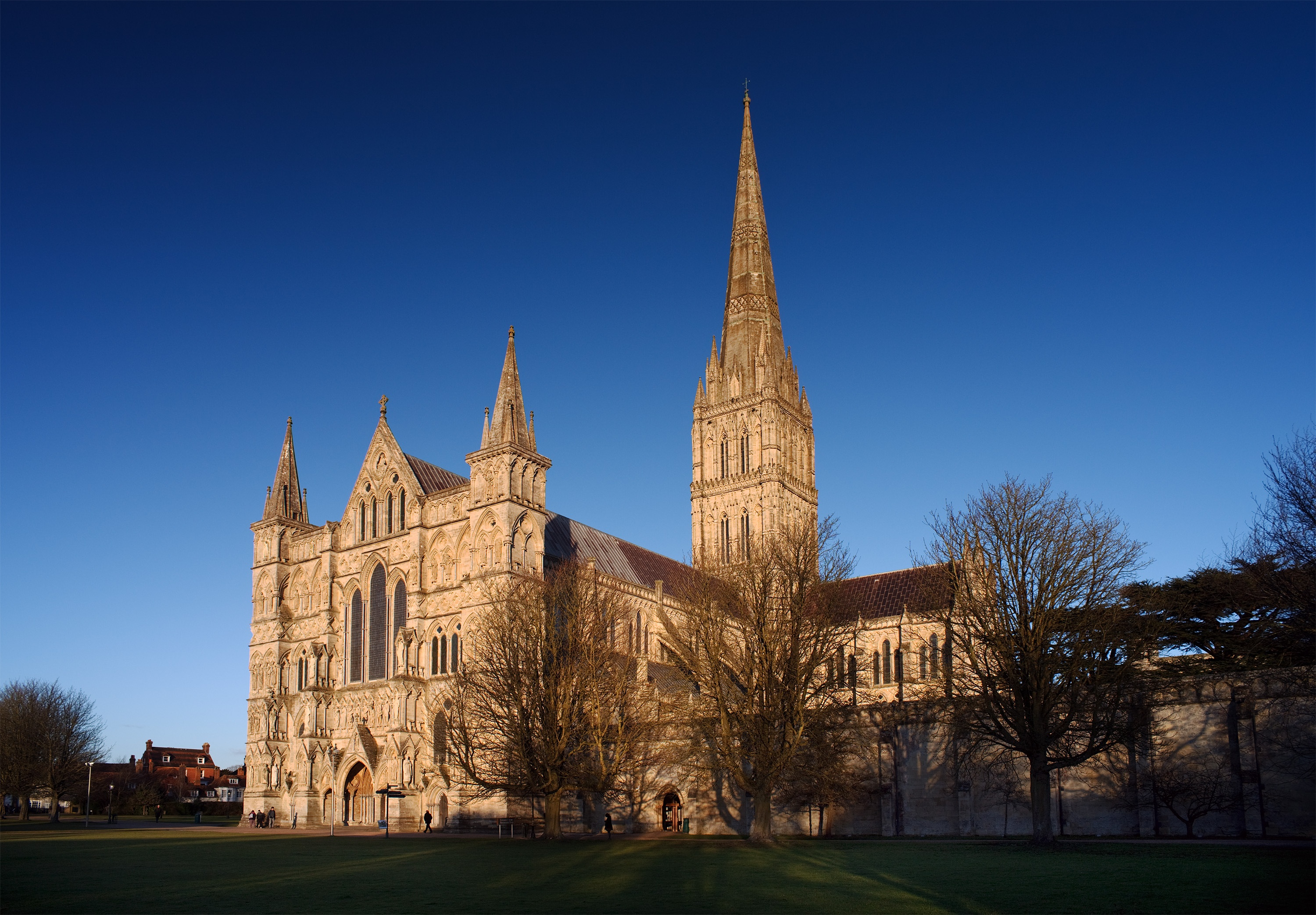
Clark était membre du conseil d'administration de l'appel de la flèche de la cathédrale de Salisbury

Clark et sa famille ont vécu pendant près de 50 ans à Surrey dans l'ancienne maison de l'horticultrice Gertrude Jekyll. Cette maison avait été conçue par Edwin Lutyens et Clark l'a décrite comme "le meilleur investissement que j'aie jamais fait". Il était un antiquaire passionné, collectionnant de vieux livres et gardant une trace de chacun qu'il lisait tout en maintenant un intérêt pour le sport ainsi que pour l'opéra, ayant été directeur de l'English National Opera de 1983 à 1987,. Il a collectionné les ours en peluche, en ayant plus de 300 au total (y compris Falla), et s'est également intéressé à la vie du Capitaine Cook, retraçant lui-même l'un de ses voyages. Il a également était vice-président de l'appel de la Flèche de la Cathédrale de Salisbury. En 1991, il fut contacté par Curetti, le partisan italien qui l'a aidé à sortir d'un arbre pendant la guerre, et ce sont rendu visite régulièrement par la suite. Il est décédé le 3 janvier 2013.